# 3 Pułk Ułanów Śląskich (PSZ)
3 Pułk Ułanów Śląskich (3 puł) – oddział broni pancernej Polskich Sił Zbrojnych.

## Formowanie i zmiany organizacyjne

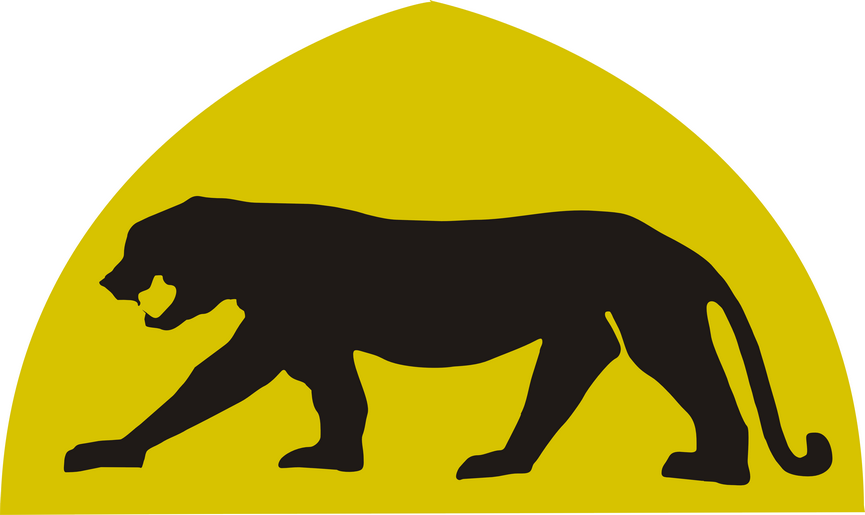
Odznaka brygady

Kolejne odtworzenie 3 pułku Ułanów Śląskich miało miejsce w Bazie 2 Korpusu Polskiego we Włoszech. W dniu 25 lipca 1944 roku dowódca 2 Korpusu Polskiego gen. dyw. Władysław Anders wydał rozkaz L.dz. 1448/401/AG/Tj. utworzenia pułku ułanów, jako baonu szturmowego przy 2 Brygadzie Pancernej. Formowanie powierzono dowódcy Bazy 2 Korpusu Polskiego gen. bryg. Marianowi Przewłockiemu. Z kolei gen. Przewłocki rozkazem L.dz. 2259/Tj/44 z dnia 29 lipca wstępnie nakazał formować pułk o stanie 500 ludzi. Z kolei po uzyskaniu zgody NW 9 sierpnia 1944 roku kolejnym rozkazem L.dz. 3762/Tj/SD/44 dowódca korpusu nadał czasową nazwę Zmotoryzowany Pułk Ułanów wydzielił kadry w ilości 25 oficerów i 50 podoficerów i nakazał wcielić 200 szeregowych i rozpocząć szkolenie i budowę struktur organizacyjnych 11 sierpnia na dowódcę powołano ppłk. kawalerii Eugeniusza Święcickiego. Pierwszym garnizonem pułku była miejscowości San Basilio we Włoszech przydzielony do 7 Dywizji Piechoty. Początkowo formowany jako oddział zmechanizowany dla 2 Brygady Pancernej wg etatu batalionu motorowego brygady pancernej WE II/231/3. 21 sierpnia 1944 roku dowódca pułku w rozkazie pułkowym nr 1, wymienił nazwę 3 Pułk Ułanów Śląskich, a 30 sierpnia we wniosku do dowództwa korpusu do 8 Armii Brytyjskiej o zatwierdzenie etatu użyto nazwy "3 Polish Lancers". 15 października odbyła się przysięga żołnierzy głównie ochotników byłych jeńców i dezerterów z armii niemieckiej. Od dnia 11 listopada 1944 roku 3 Pułk Ułanów stacjonował w Gallipoli. Na mocy rozkazu organizacyjnego z 3 grudnia 1944 roku ogłoszonego 12 grudnia ustalono, że 3 Pułk Ułanów dotychczas organizowany i szkolony jako zmotoryzowany będzie organizowany jako pancerny i wejdzie w skład 3 Wielkopolskiej Brygady Pancernej. Po uzyskaniu pełnych stanów etatowych w grudniu, w dniu 6 stycznia 1945 roku pułk został dyslokowany do portu w Taranto, skąd 7 stycznia odpłynął do Port Saidu w Egipcie statkiem M.V.Cilicia. 11 stycznia 1945 roku transportem kolejowym pułk wraz z większością brygady przybył do obozu wojskowego w Quassasin w Egipcie. Rozpoczęto szkolenie w ramach pułku i brygady oraz kursy instruktorskie dla ułanów w brytyjskiej Royal Armoured Corps School w Abbassia. Napływały dalsze uzupełnienia stanu osobowego, na dzień 10 marca 1945 roku 3 Pułku Ułanów Śląskich osiągnął stan 36 oficerów i 612 szeregowych. Podczas pobytu w Egipcie wielu żołnierzy pułku otrzymało awanse i odznaczenia, w tym dowódca pułku E. Święcicki do stopnia pułkownika. W dniu 17 kwietnia 1945 roku tajnym rozkazem dowódcy korpusu nr 18, pułk otrzymał nazwę Pułk 3. Ułanów Śląskich, natomiast w dniu 25 kwietnia 3 Wielkopolska Brygada Pancerna otrzymała nową nazwę 14 Wielkopolska Brygada Pancerna. W okresie od 8 do 22 maja pułk wraz z całą 14 Brygadą przemieszczony został do obozu wojskowego w El Amirija w pobliżu Aleksandrii z uwagi na lepsze warunki klimatyczne i kwaterunkowe. 2 czerwca po przyjęciu ostatnich uzupełnień w pułku służyło 43 oficerów i 633 szeregowych, ponadto otrzymał niemal pełne wyposażenie i uzbrojenie w broń strzelecką, czołgi na stan jednego szwadronu i pół plutonu rozpoznawczego. W czerwcu zakończono szkolenie załóg i rozpoczęto zgrywanie plutonów i szwadronów. 
Od września 1945 roku oprócz szkolenia w pułku rozpoczęła się demobilizacja. 6 września pierwszych 72 żołnierzy przekazano do obozu tranzytowego, celem repatriacji do kraju. 13 października pułk wraz z całą 14 WBPanc. został przewieziony do portu w Aleksandrii i statkiem Duchess of Bedford 17 października wylądował w porcie w Tarent. W Abbassia pozostał szwadron szkolny brygady, w jego składzie kilkunastu żołnierzy pułku. Pułk został zakwaterowany w obozie przejściowym w Jolanda, usytuowanym pomiędzy miejscowościami Mottola i Palagiano. 13 listopada nastąpiła zmiana na stanowisku dowódcy pułku. Płk Święcicki został mianowany na stanowisko zastępcy dowódcy 14 WBPanc., a nowym dowódcą został ppłk Jerzy Edward Anders. 20 listopada pułk został przeniesiony do Grottaglie, gdzie pełnił służbę wartowniczą w obozach jeńców wojennych i magazynach. Od 7 do 15 grudnia 1945 roku pułk został dyslokowany do garnizonu Chieti, gdzie został zakwaterowany w dużych i nowoczesnych koszarach włoskich. Wysyłano żołnierzy pułku na szkolenia do Centrum Wyszkolenia Wojsk Pancernych oraz w ramach Szkoły Podoficerskiej. Wcielano jeszcze następne uzupełnienia, w miejsce demobilizowanych żołnierzy. Do czerwca 1946 roku prowadzono szkolenie wojskowe i bojowe, równocześnie rozpoczęto kształcenie ułanów w zakresie szkoły powszechnej i naukę zawodów cywilnych i kursów językowych, a 8 oficerów studiowało. W dniu 21 czerwca 1946 roku pułk wraz z całą 14 Wielkopolską Brygadą Pancerną statkiem "Cilicia" jako pierwszy z całego 2 KP został przetransportowany do Wielkiej Brytanii, przybywając do celu w dniu 29 czerwca.     
Pułk nie wziął udziału w działaniach bojowych.
Po przyjeździe do Wielkiej Brytanii rozmieszczony został w Strood Park k. Londynu, Greater London. Od maja 1947 roku przebywał w Slinford, Sussex. Ostatnie święto pułkowe w mundurach, ale już przy znacznie uszczuplonych stanach, obchodzono 14 czerwca 1947 roku. We wrześniu 1947 roku pułk został rozformowany. 

## Śląscy ułani
Dowódcy pułku
- ppłk / płk kaw. Eugeniusz Święcicki (11 VIII 1944 – 13 XI 1945[9][16])
- ppłk / płk kaw. Jerzy Edward Anders (13 XI 1945[9] – 1947[16])

Zastępcy dowódcy pułku
- mjr Antoni Dzięciołowski (1944 – XII 1945[17])
- mjr kaw. Jan Zapolski (IV 1946[18] – 1947[19])

Obsada personalna pułku w okresie 11 sierpnia – 23 listopada 1944
Dowódca pułku – ppłk Eugeniusz Święcicki
Dowódcy szwadronów:
wsparcia – rtm. Jerzy Czekalski sformowany 20 IX 1944
dowodzenia – p.o. por. Tadeusz Pawlik sformowany 20 IX 1944
1 – por. Jerzy Ostaniewicz sformowany 20 IX 1944
2 – por. Władysław Kaniak sformowany 28 IX 1944
3 – por. Wacław Jankowski sformowany 14 X 1944
Obsada personalna pułku grudzień 1944 – styczeń 1945
- dowódca pułku – ppłk / płk Eugeniusz Święcicki
- zastępca dowódcy pułku – mjr Antoni Dzięciołowski
- kwatermistrz – por. Adam Kuhn
- adiutant pułku – por. Ernest Pęski
- dowódca czołówki naprawczej LAD – por. Włodzimierz Zaleski
- dowódca szwadron dowodzenia – rtm. Jerzy Czekalski
- dowódca 1 szwadronu – por. / rtm. Jerzy Ostaniewicz
- dowódca 2 szwadronu – por. Władysław Kaniak
- dowódca 3 szwadronu – rtm. Kazimierz Chomiński

### Obsada personalna pułku w 1946 roku[18]
- dowódca pułku – ppłk Jerzy Edward Anders
- zastępca dowódcy pułku – mjr Jan Zapolski
- adiutant – por. Stanisław Drelinkiewicz
- kwatermistrz – por. Kazimierz Żehaluk
- oficer łączności – ppor. Józef Bienkiewicz
- kapelan – ks. Roman Duda
- lekarz pułku – ppor. lek. Jerzy Nowakowski
- dowódca szwadronu dowodzenia – rtm. Kazimierz Czekalski
- dowódca 1 szwadronu – por. Ryszard Cieśliński (od 5 XI 1945[21])
- dowódca 2 szwadronu – por. Władysław Kaniak
- dowódca 3 szwadronu – rtm. Kazimierz Chomiński
- dowódca szwadronu rozpoznawczego – por. Janusz Kisielewski